# Rihards Pīks
Rihards Pīks (Riga 31 de desembre de 1941) és un polític letó i Membre del Parlament europeu pel Partit Popular; part del Partit Popular Europeu. També ha estat ministre de cultura de Letònia.